# جمهورية عنق الزجاجة
جمهورية عنق الزجاجة الحرة (بالألمانية: Freistaat Flaschenhals) في عام 1918 وضعت الحرب العالمية الأولى أوزارها، مفضية إلى معاهدة فرساي التي أسدلت الستار عن الحرب وأعلنت بالوقت ذاته تقسيم ألمانيا إلى أجزاء وأقاليم ضُمت إلى دول الجوار التي كانت ألمانيا قد اعتدت عليها. علاوة على ذلك احتل الحلفاء المنتصرون الضفة اليسرى لنهر الراين بما في ذلك الجسور الموجودة عليه لجعل تلك المناطق مناطقاً دفاعية في المقام الأول.
غير أن فرنسا والولايات المتحدة لم يحتلوا المنطقة الغربية المتاخمة للحدود مع فرنسا بالكامل، بل تركوا شريطاً ضيقاً ضم مدناً صغيرة؛ فما كان من أهالي ذاك القطاع ألا أن أعلنوا تأسيس دولة مستقلة سميت بـ «دولة عنق الزجاجة المستقلة» (Der Freistaat Flaschenhals).

## حالة الدول الفتية
لم تكن هذه الدولة الفتية تملك مقومات الدولة بالمفهوم الصحيح، فقد كانت منفصلة بشكل تام عن الوطن الأم ألمانيا بالإضافة إلى أنها مقطعة الأوصال، إذ كانت قبل الحرب تابعة إدارياً إلى ثلاث مناطق. وبعد إنشاء الدولة اختار أهالي المنطقة محافظ مدينة كاوب الصغيرة ليكون رئيساً عليهم، الذي قام بدوره بطباعة عملة وطنية جديدة «لدولته» الفتية وتولى إدارة الحكم فيها.
حصار دولي خنق «الدولة» الفتية
أما عن تأمين متطلبات مواطني «عنق الزجاجة» فلم يكن بالأمر السهل إطلاقاً، فليس ثمة صلة بألمانيا لدرجة أن جلب البضائع أو تبادل البريد من وإلى ألمانيا كان يجري عبر التهريب غير المشروع عبر نهر الراين الذي كانت تحرسه القوات الفرنسية؛ فقد كانت عمليات التهريب هي المصدر الوحيد لسد حاجات مواطني «عنق الزجاجة» المحاصرين. ونظرا لتزايد عمليات لعمليات التهريب وعدم انصياع دولة «عنق الزجاجة» للحلفاء، فقام هؤلاء بمنع القطارات من الوقوف والتوقف في محطات الدولة المتمردة، كنوع من الحصار لها.

## التسمية
الجدير بالذكر أن تسمية «عنق الزجاجة» ترجع إلى شكل القطاع الذي لم يحتله الحلفاء بعد احتلال غربي ألمانيا وكان يشبه عنق الزجاجة. وتأسست دولة «عنق الزجاجة» في العاشر من كانون ثان/ يناير 1919 وأفل نجمها في 25 شباط/ فبراير 1923، باحتلالها من قبل فرنسا. وبعد انسحاب القوات الفرنسية في 16 تشرين ثان/ نوفمبر 1924 عادت المنطقة إلى أحضان الوطن الأم ألمانيا.
التخطيط لافتتاح سفارة في برلين
وقبل سنوات قليلة تذكر سكان المنطقة تاريخهم «كدولة» مستقلة، فقاموا بمبادرة إحياء هذا التاريخ، ولكن بطبيعة الحال ليس من خلال إعلان الاستقلال عن برلين، وإنما بلفت الأنظار إلى منتجات المنطقة وتراثها. وتخطط المنطقة لافتتاح «سفارة» لها في برلين للترويج لمنتجاتها، لاسيما من النبيذ. ومن المقرر أن يدعى سفراء دول لحضور حفل افتتاح سفارة «عنق الزجاجة»، المعترف بها دوليا من قبل اليونسكو كإرث عالمي.